# 久光百货
久光百货（英語：Jiuguang）是上海九百集团和利福国际集团的香港崇光共同投资新建的企业。

## 历史
2004年在上海静安区南京西路开业之后，2008年在苏州工业园区开业，2009年在大连青泥洼桥开业。2009年1月16日，苏州工业园区圆融时代广场携手久光百货开幕。
2016年6月，上海市食药监局公布4起对相关不合格食品及其生产经营企业的处置情况，要求久光百货对所售大肠菌群超标的盛香珍蒜香青豆停售和召回。
2021年11月27日，上海久光中心又在大寧路街道開設新店。

## 店铺
- 上海店　上海市静安区南京西路1618号 2004年开店。
- 苏州店　苏州市工业地区旺墩路268号　2008年开店。
- 大连店　大连市中山区友好街11号　2009年开店。
- 沈阳店　沈阳市沈河区中街路68号　2013年开店。
- 上海大宁店　上海市静安区共和新路2188号 2021年开店。

## 画廊
- 上海久光百货（南京西路）
- 苏州久光百货
- 大连久光百货
- 上海大寧久光百貨

## 外部連結
- 久光百货网站 （页面存档备份，存于）
- 崇光（香港）百货 （页面存档备份，存于）
- 上海九百集团